# 片原栄一
片原 栄一（かたはら えいいち）は、日本の政治学者。防衛庁防衛研究所特別研究官。専門は、安全保障政策・日豪関係・アジア太平洋地域の国際関係。

## 来歴・人物
1983年慶應義塾大学経済学部卒業、1985年オーストラリア国立大学大学院修士課程修了、1991年グリフィス大学大学院博士課程修了。スタンフォード大学客員研究員、神戸学院大学法学部教授などを経て2005年より現職。

## 略歴
- 1983年 - 慶應義塾大学経済学部卒業
- 1985年 - オーストラリア国立大学大学院修士課程修了（国際関係学修士）
- 1989年 - オーストラリア国立大学政治学部専任講師兼同大学豪日研究センター リサーチ・フェロー（ - 1991年）
- 1991年 - グリフィス大学大学院アジア・国際関係研究科博士課程修了（国際関係学博士）
- 1991年 - カリフォルニア大学世界紛争協力研究所フェロー（ - 1992年）
- 1992年 - 神戸学院大学法学部助教授（ - 2002年）
- 1995年 - 大阪外国語大学外国語学部兼任講師（ - 1997年）
- 1997年 - 大阪外国語大学大学院兼任講師（ - 1998年）
- 1997年 - 東京商船大学大学院兼任講師（ - 1998年）
- 1998年 - スタンフォード大学アジア太平洋研究センター客員研究員（ - 1999年）
- 1999年 - オーストラリア国立大学豪日研究センター客員研究員（ - 2000年）
- 2002年 - 神戸学院大学法学部教授（ - 2005年）
- 2005年 - 防衛省防衛研究所教官
- 2008年 - 東京海洋大学非常勤講師

## 著書

### 単著
- 『Japan’s Changing Political and Security Role』（シンガポール: Institute of Southeast Asian Studies, 1991年）

### 共編著
- 『アジア・太平洋の人と暮らし』（南窓社, 1994年）
- 『日本の外交・安全保障政策オプション』（日本国際交流センター, 1998年）
- 『ユーラシア国際秩序の再編』（ミネルヴァ書房, 2013年）